# Dichomeris fistuca
Dichomeris fistuca is een vlinder uit de familie van de tastermotten (Gelechiidae). De wetenschappelijke naam van de soort is voor het eerst geldig gepubliceerd in 1986 door Hodges.

## Type
- holotype: "male, 27.IV.1981, R.W. Hodges"
- instituut: USNM
- typelocatie: "USA, South Carolina, Charleston County, McClellanville, Wedge Plantation"[3]